# 馬尼拉經濟文化辦事處臺中分處
馬尼拉經濟文化辦事處臺中分處，是菲律賓政府派駐臺灣第二大城臺中市的代表機構。具有簽證、文件認證、勞工、海外僑民協助等相關服務，功能等同领事馆。

## 歷史
1997年，菲律賓於臺灣臺中市設立具領事館功能的馬尼拉經濟文化辦事處臺中分處。
2021年1月1日，臺中分處進行業務精簡，停止簽證與文件認證等服務，僅保留勞工業務單位，原领事業務改由臺北本處或高雄分處辦理。2023年6月15日，恢復辦理簽證等業務。

### 地址變遷
- 豐原區中正路476號2樓（1997年—？）[5]
- 豐原區中正路271號11樓（？—2008年）[7]
- 西區民權路239號4樓2A室（2008年—2018年）[8]
- 西區臺灣大道二段220號20樓（2018年—）[9]